# Boissia
Boissia ist eine französische Gemeinde im Département Jura in der Region Bourgogne-Franche-Comté.

## Geographie
Boissia liegt auf 484 m, etwa 16 km ostsüdöstlich der Stadt Lons-le-Saunier (Luftlinie). Das Bauerndorf erstreckt sich im Jura, auf einem Plateau in der Senke der Combe d’Ain, östlich des Flusslaufs des Ain, südlich des Taleinschnitts des Drouvenant.
Die Fläche des 5,67 km² großen Gemeindegebiets umfasst einen Abschnitt des französischen Juras. Das zentrale Gebiet wird von einem Plateau eingenommen, das zur Senke der Combe d’Ain gehört und hauptsächlich von Acker- und Wiesland bedeckt ist. Es liegt durchschnittlich auf 480 m Dieses Plateau wird im Norden durch den bis zu 40 m tiefen Taleinschnitt des Drouvenant (linker Zufluss des Ain) begrenzt. Nach Süden erstreckt sich das Gemeindeareal bis an den obersten Abschnitt des Stausees Lac de Vouglans, der hier rund 60 m in die umgebenden Plateaus eingesenkt ist. Mit 528 m wird auf dem Geländerücken westlich von Clairvaux-les-Lacs die höchste Erhebung von Boissia erreicht.
Zu Boissia gehören neben dem eigentlichen Ort auch mehrere Weiler und Hofgruppen, darunter:
- Bissia (485 m) auf dem Plateau östlich des Ain
- Piételle (486 m) auf dem Plateau über dem Taleinschnitt des Lac de Vouglans

Nachbargemeinden von Boissia sind Vertamboz im Norden, Clairvaux-les-Lacs im Osten, Barésia-sur-l’Ain im Süden sowie Pont-de-Poitte und Patornay im Westen.

## Geschichte
Verschiedene Funde weisen darauf hin, dass das Gemeindegebiet von Boissia bereits während der Bronzezeit und der Eisenzeit besiedelt war. Erstmals urkundlich erwähnt wird der Ort im 13. Jahrhundert. Seit dem Mittelalter gehörte Boissia zur Baronie von Clairvaux. Zusammen mit der Franche-Comté gelangte das Dorf mit dem Frieden von Nimwegen 1678 an Frankreich. Zu einer Gebietsveränderung kam es 1822, als die beiden vorher selbständigen Kleingemeinden Bissia und Piételle mit Boissia vereinigt wurden.

## Sehenswürdigkeiten
Das Château Au Village mit seinem Treppenturm wurde im 16. Jahrhundert erbaut und im 17. Jahrhundert verändert.

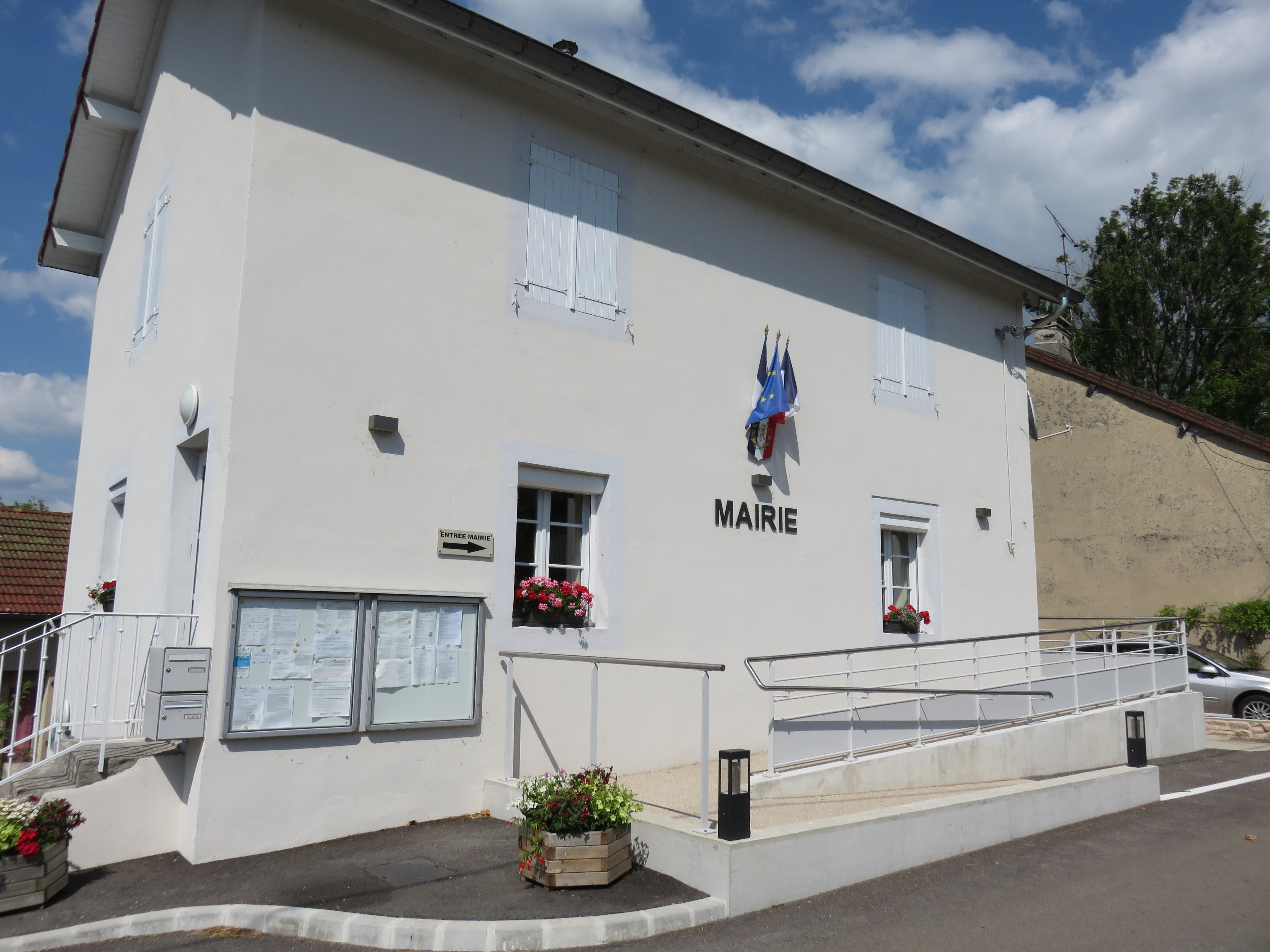
Mairie Boissia
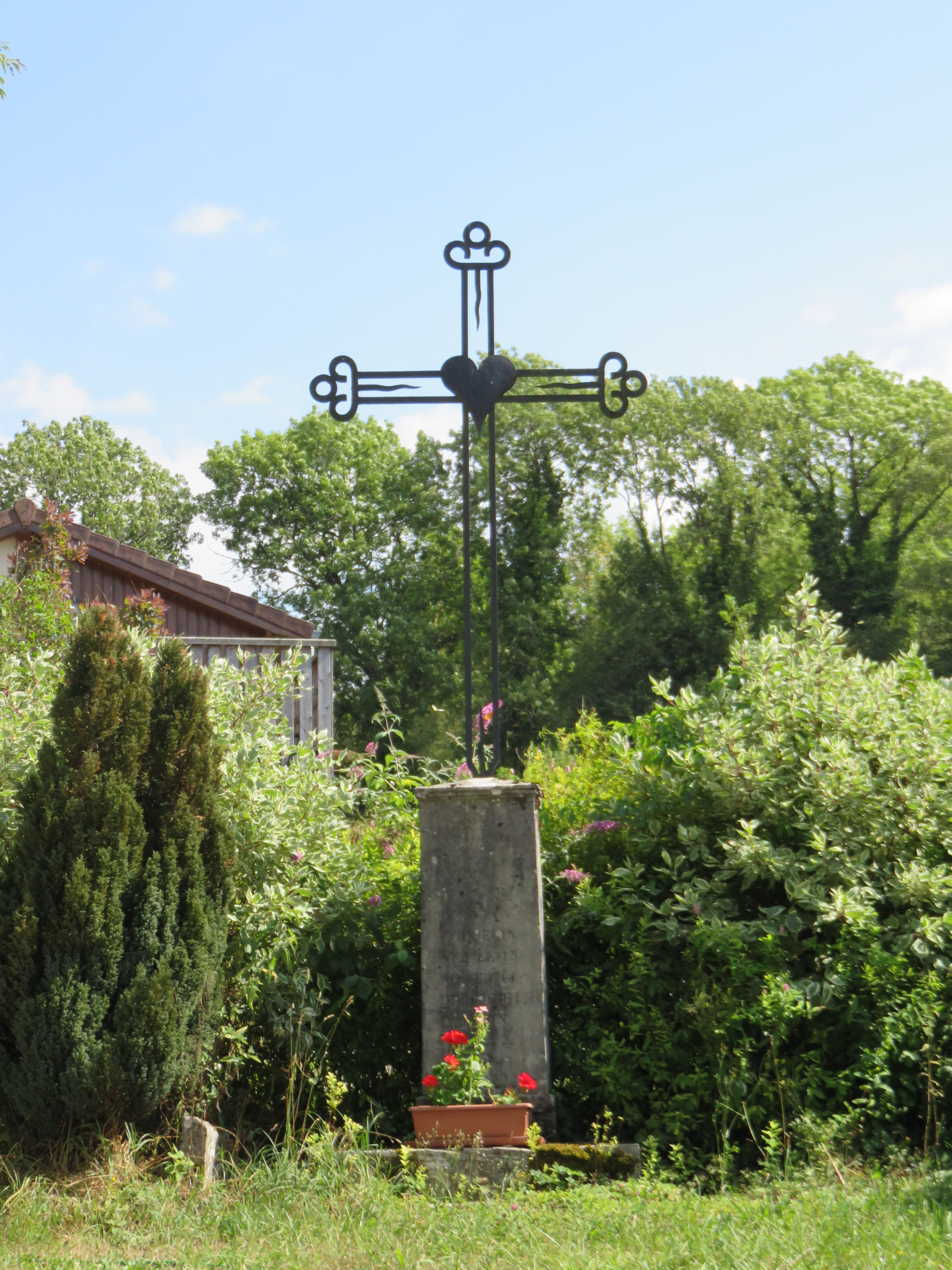
Flurkreuz
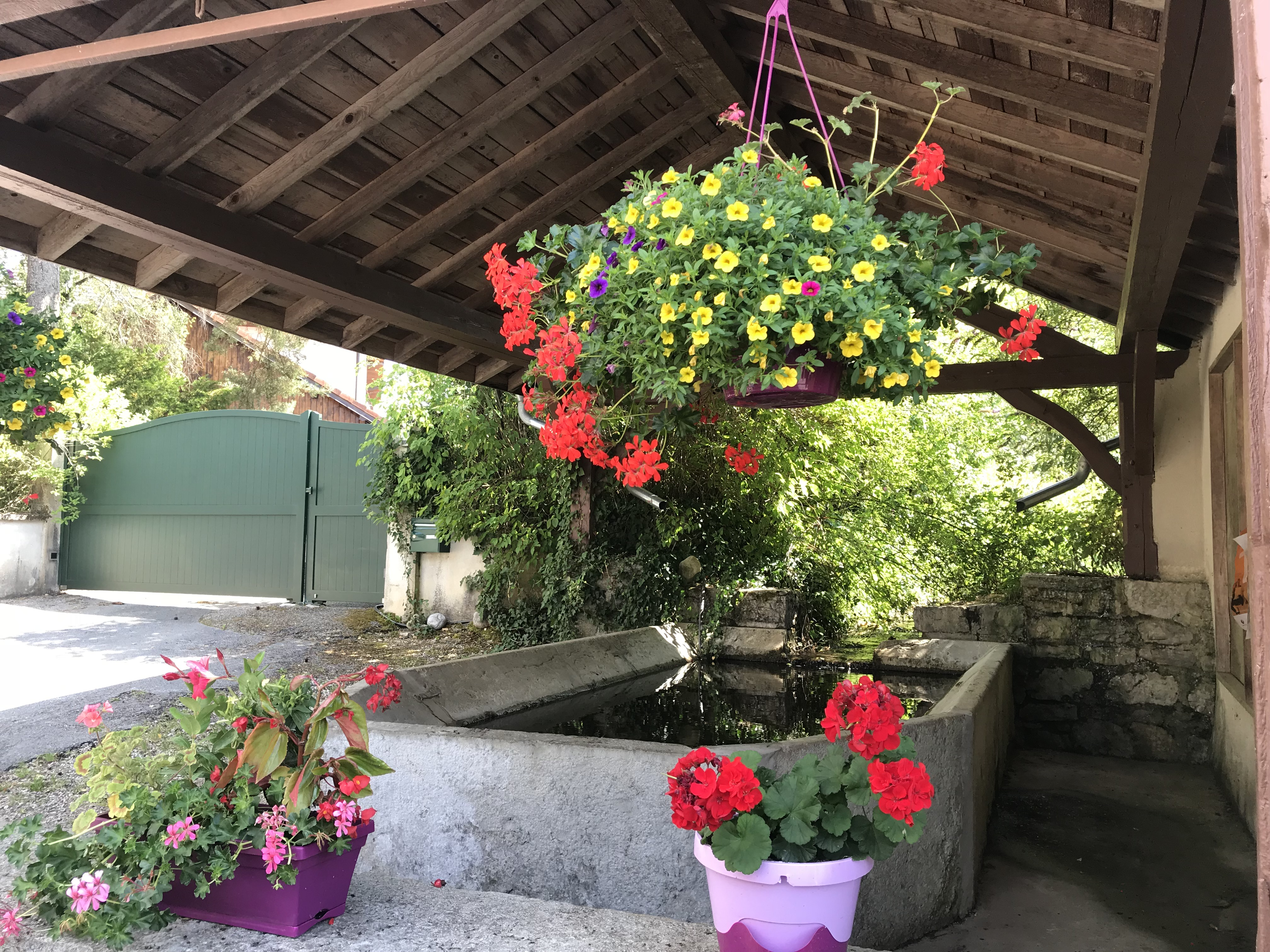
Waschhaus (Lavoir)

## Bevölkerung
| Jahr                       | 1962 | 1968 | 1975 | 1982 | 1990 | 1999 | 2008 | 2018 |
| Einwohner                  | 106  | 87   | 88   | 82   | 82   | 104  | 140  | 112  |
| Quellen: Cassini und INSEE |      |      |      |      |      |      |      |      |

Mit 114 Einwohnern (Stand 1. Januar 2022) gehört Boissia zu den kleinsten Gemeinden des Départements Jura. Nachdem die Einwohnerzahl in der ersten Hälfte des 20. Jahrhunderts stets im Bereich von rund 120 Personen gelegen hatte, nahm sie in der zweiten Hälfte etwas ab. In den letzten Jahren wurde wieder eine leichte Bevölkerungszunahme verzeichnet.

## Wirtschaft und Infrastruktur
Boissia war bis weit ins 20. Jahrhundert hinein ein vorwiegend durch die Landwirtschaft sowie durch die Forstwirtschaft geprägtes Dorf. Noch heute leben die Bewohner zur Hauptsache von der Tätigkeit im ersten Sektor. Außerhalb des primären Sektors gibt es nur wenige Arbeitsplätze in der Gemeinde. Einige Erwerbstätige sind auch Wegpendler, die in den umliegenden größeren Ortschaften ihrer Arbeit nachgehen.
Die Ortschaft ist verkehrstechnisch gut erschlossen. Sie liegt nahe der N 78, die von Lons-le-Saunier nach Saint-Laurent-en-Grandvaux führt. Weitere Straßenverbindungen bestehen mit Charcier und Barésia-sur-l’Ain.